# Puya coerulea
Puya coerulea är en gräsväxtart som beskrevs av John Lindley. Puya coerulea ingår i släktet Puya och familjen Bromeliaceae.

## Underarter
Arten delas in i följande underarter:
- P. c. coerulea
- P. c. intermedia
- P. c. monteroana
- P. c. violacea

## Bildgalleri

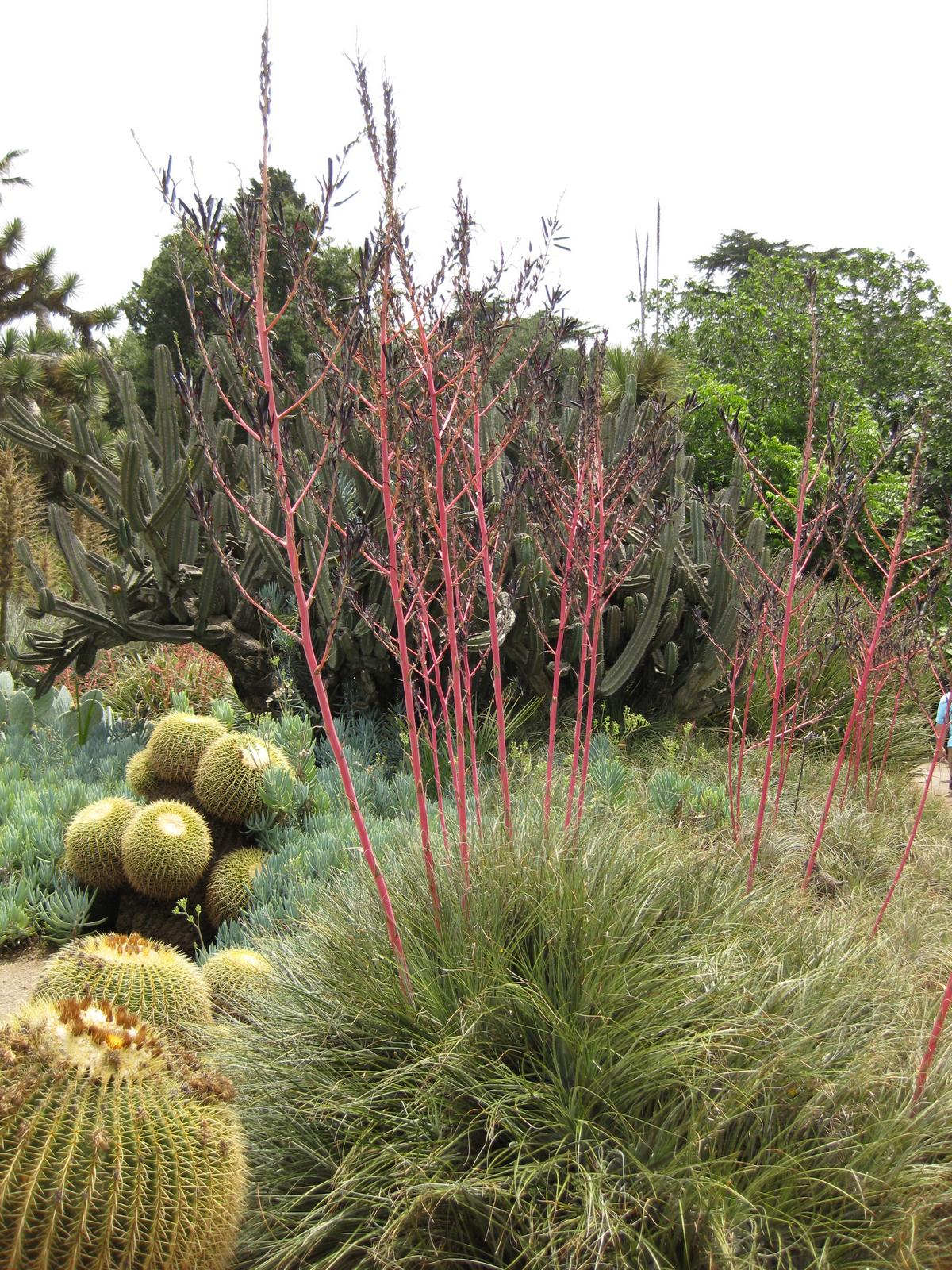
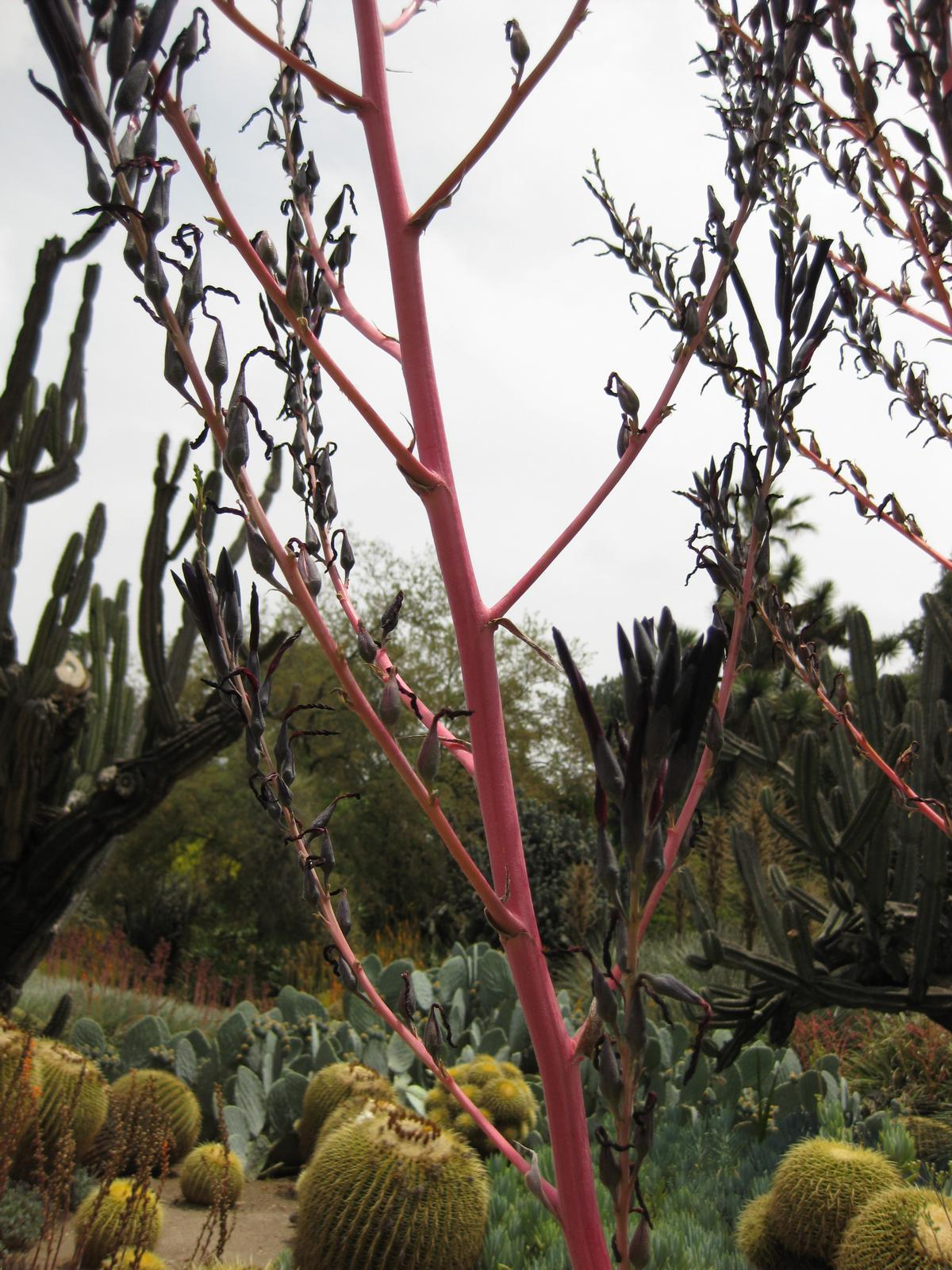
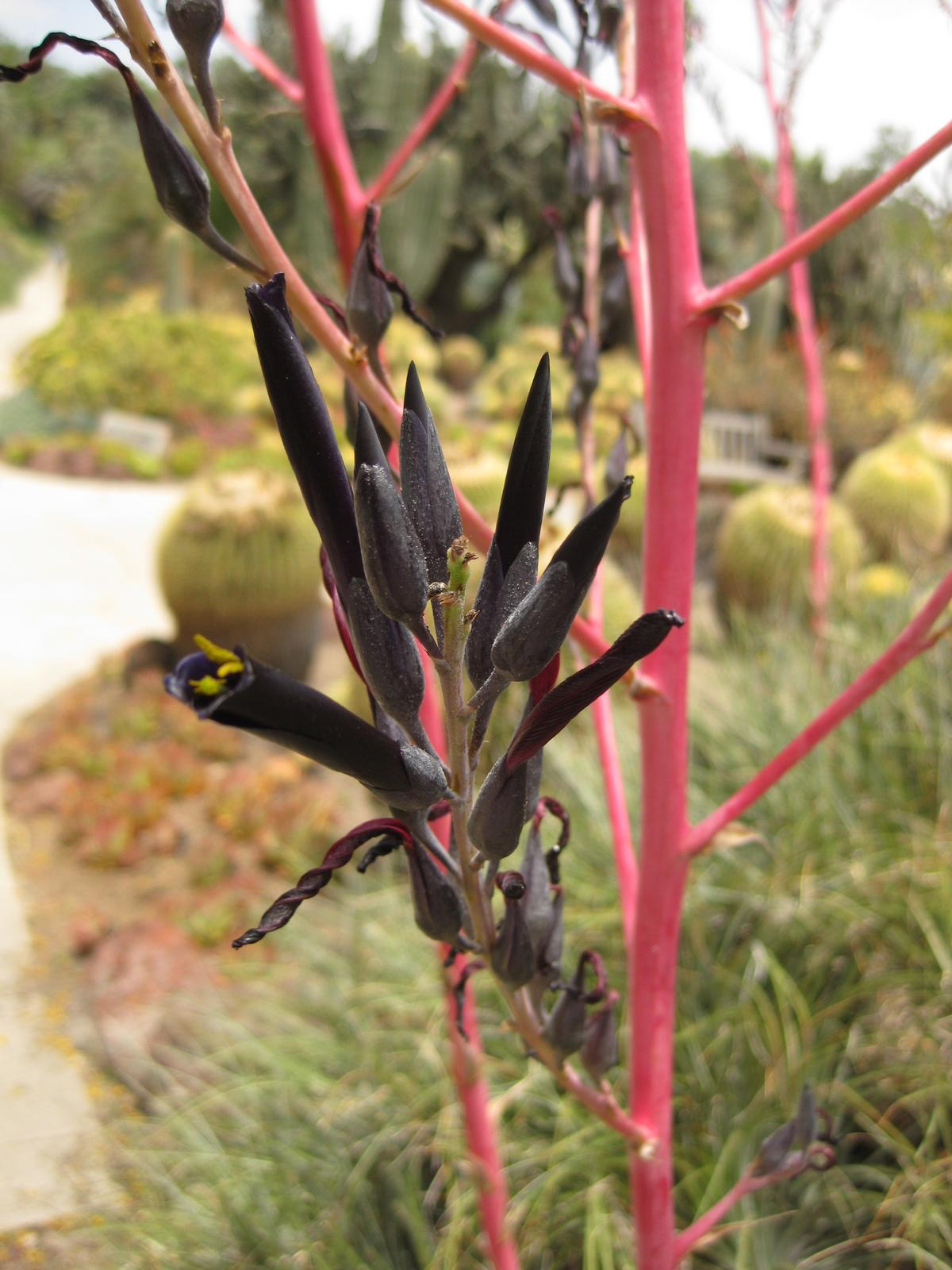
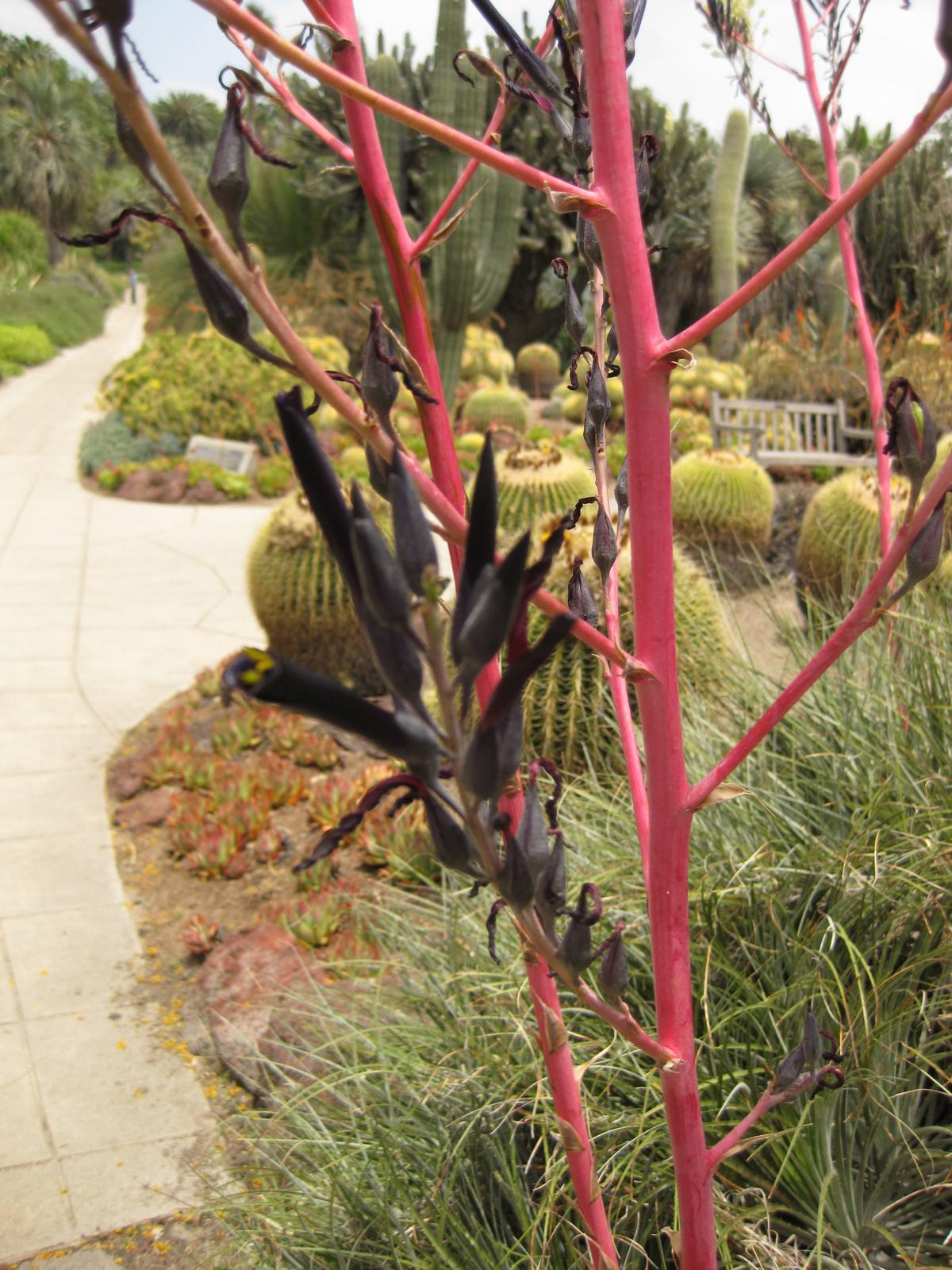